# مثنان الدواري
مثنان الدواري (الاسم العلمي:Thymelaea passerina) هي نوع من النباتات يتبع جنس المثنان من الفصيلة المثنانية.